# Овчинников, Валерий Викторович
Вале́рий Ви́кторович Овчи́нников (26 ноября 1947, посёлок Леонидово, Сахалин/Петропавловск-Камчатский, СССР) — советский и российский футбольный тренер.

## Биография
Родился в семье военного лётчика. Учился в Минском институте физкультуры. Позже перешёл в железнодорожный институт. Выступал за команду института вратарём, закончил карьеру из-за травм. Был главным тренером и президентом футбольного клуба «Локомотив» (Нижний Новгород).
С осени 2005 года вице-президент клуба «Левадия» (Таллин, Эстония).

### «Локомотив» НН
Из-за грузной фигуры, а также сурового и скрытного характера получил прозвище "Борман".
Высказывания Валерия Овчинникова в бытность его главным тренером нижегородской команды регулярно попадали в символические газетные хит-парады заявлений игроков и тренеров.
10 ноября 1993 года в последнем туре состоялся матч «Жемчужина — Локомотив-НН». Перед последним туром за выживание боролись 4 команды: «Жемчужина» (30 очков), «Луч» (29), «Локомотив-НН» (28) и «Океан» (28). Начало матча было отложено из-за опоздания на игру пожарной машины. В течение матча игроки часто симулировали травмы, задерживая игру. Благодаря таким махинациям удалось отсрочить окончание матча. Когда в остальных городах игры были закончены, то стали известны результаты — обе дальневосточные команды проиграли. «Жемчужине» очки стали не нужны, и «Локомотив» спокойно довёл игру до победы.

## Дата рождения
Сам Овчинников утверждает: «Я родился 19 ноября. Родился на Сахалине. Мой папа — младший лейтенант Советской армии, участвовал в Великой Отечественной войне, в том числе с Японией воевал — неделю, видно, обмывал меня по воинской традиции, и двадцать шестого числа он приехал в Поронайский район и зарегистрировал моментом своего приезда. Вот так стало двадцать шестое. Но родился я девятнадцатого, отмечаю всегда девятнадцатого».

## Достижения
- обладатель Кубка Эстонии (1977),
- выход в первую лигу чемпионата СССР (1982),
- первое место во второй лиге IV зоны чемпионата СССР (1984),
- участие в Кубке Интертото (1997).